# ببمد
ببميد (بالإنجليزية: PubMed) هو محرك بحث مجاني من أجل الوصول إلى قاعدة بيانات مدلاين (بالإنجليزية: MEDLINE) من أجل مصادر ملخصات المقالات المتعلقة بالأبحاث الطبية. تتعلق مواضيع الأبحاث بشكل خاص بالطب، التمريض، والصيدلة والمواضيع المتعلقة بالصحة. كما أنها تضم أبحاثًا تتعلق بمواضيع العلوم الطبية مثل الكيمياء الحيوية، وعلم الأحياء الخلوي. تشغل قاعدة البيانات المكتبة الطبية الوطنية في الولايات المتحدة الأمريكية الموجودة في معاهد الصحة الوطنية الأمريكية.
في عام 2007، ضمت قاعدة البيانات ماينوف على 17 مليون عنوان من أكثر من 5000 مجلة علمية منشورة في الولايات المتحدة الأمريكية وأكثر من 80 بلدا آخر.

## وصلات خارجية
- موقع MEDLINE/PubMed
- تدريب على PubMed